# Ambasada Włoch w Polsce

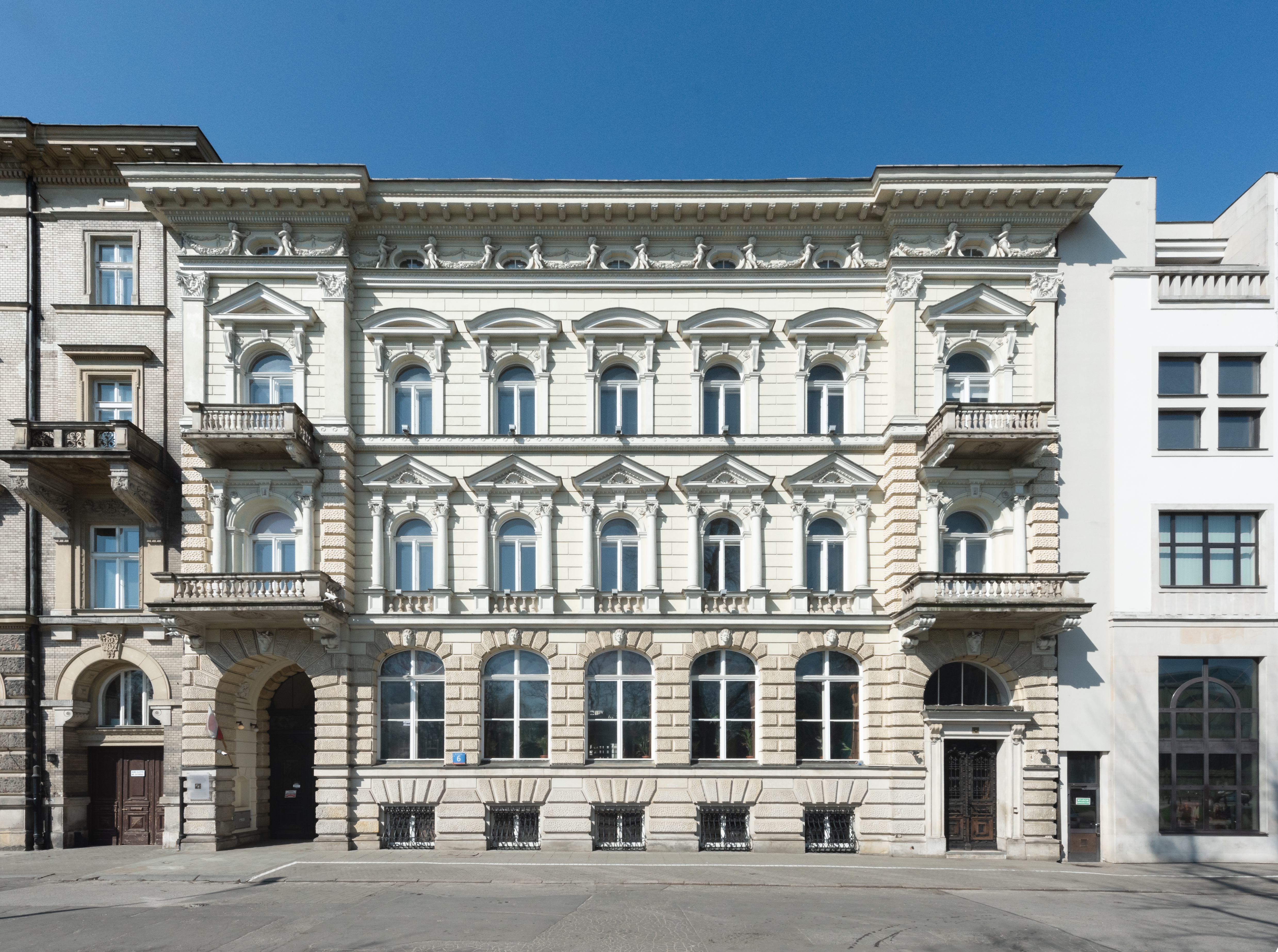
Dawna siedziba Poselstwa Włoch w budynku Banku Zachodniego przy ul. Fredry 6 (1920−1922)

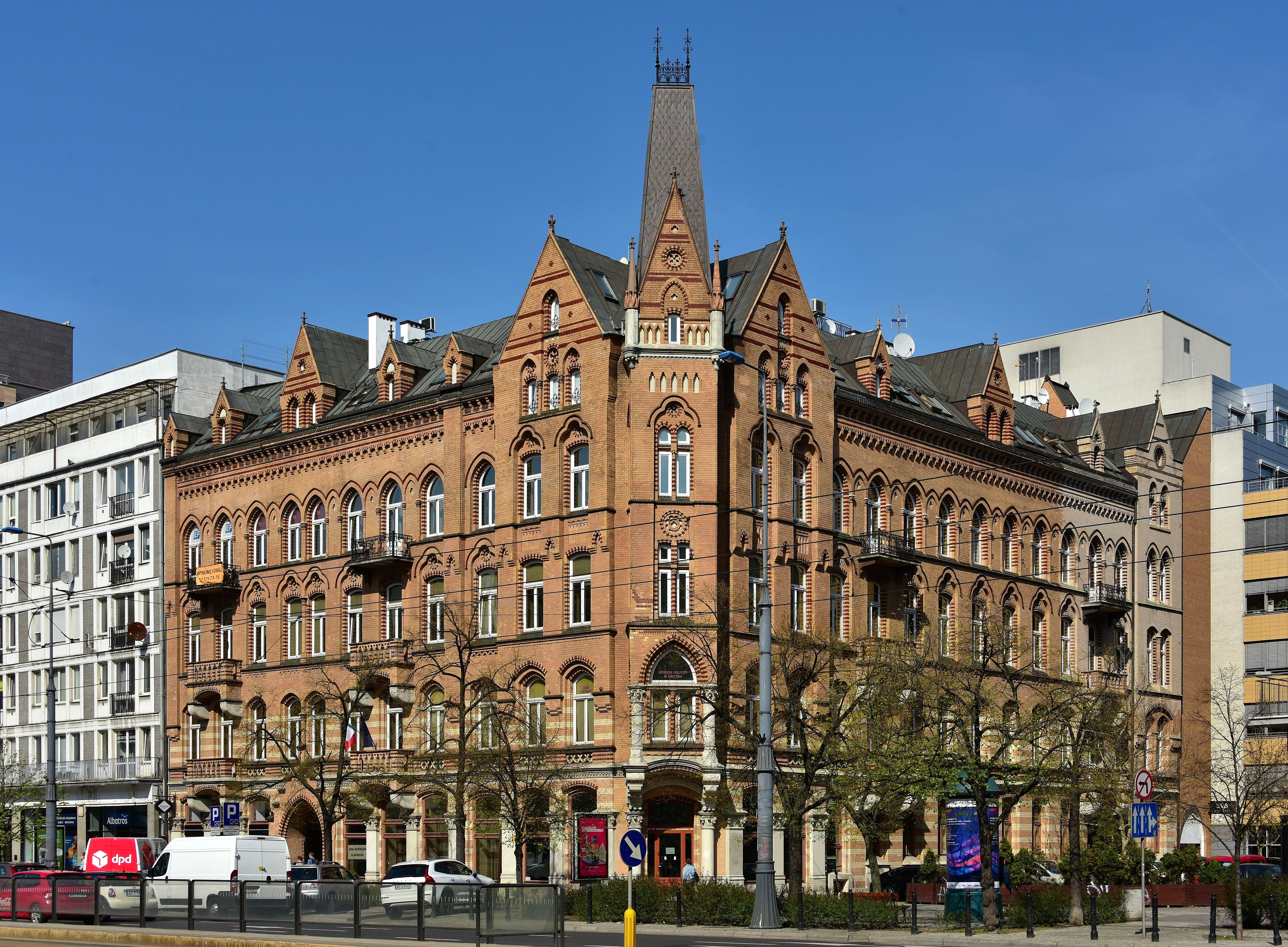
kamienica Taubenhausa, siedziba przedstawicielstw Włoskiej Agencji Handlu Zagranicznego ITA oraz Włoskiego Instytut Kultury przy ul. Marszałkowskiej 72

Ambasada Włoch w Polsce, Ambasada Republiki Włoskiej (wł. Ambasciata d’Italia in Polonia) – włoska placówka dyplomatyczna znajdująca się przy pl. Jana Henryka Dąbrowskiego 6 w Warszawie.

## Podział organizacyjny
- Kancelaria Konsularna (wł. Cancelleria Consolare)
- Biuro Attaché Wojskowego (wł. Ufficio Addetto Militare)
- Biuro Ekonomiczno-Handlowe (wł. Ufficio Economico-Commerciale)
  - Sekcja Promocji Handlu – Przedstawicielstwo Włoskiej Agencji Handlu Zagranicznego (ang. Italian Trade Agency), ul. Marszałkowska 72
- Włoski Instytut Kultury w Warszawie (wł. Istituto Italiano di Cultura di Varsavia), kamienica Matiasa Taubenhausa, ul. Marszałkowska 72
- Włoski Instytut Kultury w Krakowie (wł. Istituto Italiano di Cultura di Cracovia), ul. Grodzka 49

## Siedziba

### W okresie międzywojennym
Misja dyplomatyczna tego kraju rozpoczęła swą pracę w Polsce w 1919. W 1920 mieściła się w hotelu Bristol przy ul. Krakowskie Przedmieście 42-44, następnie w Gmachu Banku Zachodniego przy ul. Fredry 6 (1920–1922), w Pałacu Tyszkiewiczów przy ul. Krakowskie Przedmieście 32 (1923). Wcześniej, w 1922 państwo włoskie zakupiło na siedzibę swego przedstawicielstwa pałac Szlenkierów z 1883 (proj. Witold Lanci) przy pl. Dąbrowskiego, w którym mieści się do dziś. W 1929 podniesiono jego rangę do szczebla ambasady. Placówka prowadziła swą działalność, choć w ograniczonym zakresie, do 1940.
Włochy utrzymywały też konsulaty:
- Katowicach: w hotelu Savoy przy ul. Mariackiej 4 (1926), ul. Mickiewicza 18, ul. Drzymały 1 (1926), ul. Pocztowej 11 (1928–1936) oraz ul. 3-go Maja 23 (1936–1939),
- Lwowie (1939)[3],

Instytut Kultury Italskiej, według innych źródeł – Italski Instytut Kultury mieścił się w Warszawie przy ul. Zgody 7 róg ul. Złotej (1934–1939). Posiadał też placówki terenowe – w Krakowie, Lwowie, Łodzi, Poznaniu i Wilnie.

### Po II wojnie światowej
Pracę przedstawicielstwa dyplomatycznego przy pl. Dąbrowskiego przywrócono w 1945, część komórek organizacyjnych zlokalizowana była w hotelu Polonia w Al. Jerozolimskich 45 (1946-), lecz cały budynek ambasady odzyskano dopiero w 1946. Rezydencja ambasadora mieściła się w domu Avenariusów (proj. Dionizy Cieślak) z 1932 przy ul. Francuskiej 18 (1948-1957); Biuro Konsularne/konsulat przy ul. Hoene-Wrońskiego 9 (1991–2006).
Przedstawicielstwo Włoch (konsulat) jest zlokalizowane też w Trójmieście, kolejno – w Gdyni przy ul. Starowiejskiej 3 (1949–), w Sopocie przy ul. Bałtyckiej 4a (1955–), w Gdyni przy ul. Świętojańskiej 32 (1990).
Od 1959 funkcję komórki ambasady odpowiedzialnej za rozwój bilateralnych stosunków gospodarczych pełni w Warszawie przedstawicielstwo Włoskiego Instytutu Handlu Zagranicznego (Istituto nazionale per il Commercio Estero – ICE), z siedzibą kolejno przy ul. Koszykowej 4c (1964–1966), ul. Świętokrzyskiej 36 (1990), obecnie w kamienicy Taubenhausa przy ul. Marszałkowskiej 72 (2001–).
Po II wojnie światowej działalność Instytutu reaktywowano w 1965 w nowej siedzibie przy ul. Nowowiejskiej 6 pod nazwą Czytelni Włoskiej. Następnie przywrócono mu rangę i jako Włoski Instytut Kultury mieścił się przy ul. Foksal 11 (1978–2001), przy ul. Frascati 11 (2001), obecnie przy ul. Marszałkowskiej 72 (2003-).
Ambasada sprawuje opiekę nad Cmentarzem Żołnierzy Włoskich w Warszawie i Cmentarzem Żołnierzy Włoskich we Wrocławiu.